# Viinasaari (ö i Södra Savolax, S:t Michel)
Viinasaari är en ö i Finland. Den ligger i sjön Pihlajavesi och i kommunen Pertunmaa i den ekonomiska regionen  S:t Michel och landskapet Södra Savolax, i den södra delen av landet, 180 km norr om huvudstaden Helsingfors. Öns största längd är 130 meter i nord-sydlig riktning.

## Klimat
Trakten ingår i den boreala klimatzonen. Årsmedeltemperaturen i trakten är 1 °C. Den varmaste månaden är juli, då medeltemperaturen är 16 °C, och den kallaste är februari, med −14 °C.